# Miguel Puche
Miguel Puche García (Tarazona, 30 aprile 2001) è un calciatore spagnolo, attaccante dell'Arouca.

## Carriera
Nato a Tarazona, ha giocato nel Tudelano da giovane. L'8 ottobre 2017, a soli 16 anni, ha debuttato in prima squadra giocando gli ultimi cinque minuti di una vittoria casalinga per 1-0 contro il Leioa in Segunda División B.
L'estate del 2018, dopo 6 apparizioni con la squadra principale, Puche si è trasferito al Real Saragozza ed è ritornato nelle giovanili. È stato promosso nelle riserve in Tercera División nell'agosto 2020 ed ha realizzato il suo primo gol da professionista l'8 dicembre segnando il gol del 6-0 nella vittoria casalinga contro il Valdefierro.
Ha debuttato a livello professionistico con il Real Saragozza il 13 agosto 2021 entrando in campo da sostituto di Iván Azón in un pareggio per 0-0 contro l'Ibiza in Segunda División. He segnato il suo primo gol professionistico l'11 marzo dell'anno successivo nella vittoria casalinga per 2-1 contro il Fuenlabrada.
Il 1 settembre 2022 ha firmato un contratto professionistico fino al 2025 venendo definitivamente promosso in prima squadra. Il 6 agosto dell'anno successivo si è trasferito all'estero firmando un contratto di tre anni con il club portoghese dell'Arouca in Primeira Liga.

## Statistiche

### Presenze e reti nei club
Statistiche aggiornate al 3 settembre 2023.
| Stagione        | Squadra          | Campionato      | Campionato | Campionato | Coppe nazionali | Coppe nazionali | Coppe nazionali | Coppe continentali | Coppe continentali | Coppe continentali | Altre coppe | Altre coppe | Altre coppe | Totale | Totale | Totale |
| Stagione        | Squadra          | Comp            | Pres       | Reti       | Comp            | Pres            | Reti            | Comp               | Pres               | Reti               | Comp        | Pres        | Reti        | Pres   | Reti   |        |
| --------------- | ---------------- | --------------- | ---------- | ---------- | --------------- | --------------- | --------------- | ------------------ | ------------------ | ------------------ | ----------- | ----------- | ----------- | ------ | ------ | ------ |
| 2017-2018       | Tudelano         | SDB             | 6          | 0          |                 | -               | -               |                    | -                  | -                  |             | -           | -           | 6      | 0      |        |
| 2020-2021       | Real Saragozza B | TD              | 24         | 2          |                 | -               | -               |                    | -                  | -                  |             | -           | -           | 24     | 2      |        |
| 2021-2022       | Real Saragozza B | RFEF3           | 21         | 4          |                 | -               | -               |                    | -                  | -                  |             | -           | -           | 21     | 4      |        |
| 2021-2022       | Real Saragozza   | SD              | 14         | 1          | CR              | 1               | 0               |                    | -                  | -                  |             | -           | -           | 15     | 1      |        |
| 2022-2023       | Real Saragozza   | SD              | 36         | 1          | CR              | 1               | 0               |                    | -                  | -                  |             | -           | -           | 37     | 1      |        |
| 2023-2024       | Arouca           | PL              | 3          | 0          | CP+Cdl          | 0               | 0               | UECL               | 2                  | 0                  |             | -           | -           | 5      | 0      |        |
| Totale carriera | Totale carriera  | Totale carriera | 105        | 8          |                 | 2               | 0               |                    | 2                  | 0                  |             | -           | -           | 109    | 8      |        |